# Johannes Steen
Johannes Wilhelm Christian Steen, né le 22 juillet 1827 à Christiania et mort le 1er avril 1906 à Voss, est un homme politique et éducateur norvégien qui est Premier ministre de Norvège de 1891 à 1893 puis de 1898 à 1902.

## Biographie
Il nait à Christiania (actuellement Oslo). Il est de fils de John Svaboe Steen (1798-1872) et de Christine Fleischer (1805-1851). Il passe son enfance à Vesterålen. Son frère Frederik Steen est également membre du parlement.
Il est cand.philol. à l'université de Christiania en 1848. Durant 42 années, il mène de front sa profession d'enseignant et une carrière politique. Il enseigne à Bergen de 1850 à 1855 et à Tromsø de 1855 à 1866. Il est maire de Tromsø 1856 à 1862 puis de 1864 à 1866. À partir de 1866, il est recteur de la Stavanger katedralskole (no). Il est maire de Stavanger de 1872 à 1883 et à nouveau de 1885 à 1890.
En 1859, il est élu Storting pour Tromsø et en 1868, pour Stavanger. À partir de 1871, le Storting est marqué par des luttes politiques croissantes. Il devient Premier ministre en 1891. En 1894, Steen est réélu au Storting pour Trondheim. Par la suite il est à nouveau premier ministre de 1898 à 1902. Le gouvernement Steen signe en 1902 une loi sur la vente des terres, qui limite la vente ou la location des terres nationales aux locuteurs norvégiens, excluant de fait les Samis de leurs terres traditionnelles de chasse et de pâturage.
Il se marie en 1849 avec Elise Henriette Stoltenberg (1826-1896). Il meurt en 1906 à Voss dans le Hordaland.